# BACnet
BACnet je komunikační protokol pro automatizaci a řízení sítí budov. Název pochází z anglické zkratky Building Automation and Control network (BAC network, BACnet). Protokol BACnet byl navržen k umožnění řízení systémů budov jako je například vytápění, ventilace a klimatizace, osvětlení, přístupu, detekci požáru a dalšího vybavení.

## Přehled protokolu
Protokol BACnet definuje služby, které jsou využité pro komunikaci mezi zařízeními nacházejících se v budově a umožňující správu budovy. Služby též zahrnují identifikátor pro objevování zařízení a objektů, tzv. Who-Is, I-Am, Who-Has zprávy. Jak již název napovídá, jedná se o zprávy umožňující zjistit jaká zařízení se v dané sítí nachází.
Ke komunikaci se používá speciálního datového rámce v rámci linkové vrstvy ISO/OSI modelu, tedy vrstvy L2.
Samotný protokol BACnet zahrnuje 60 standardních typů objektů, mezi kterými najdeme binární a analogové vstup a výstupy, potažmo binární a analogové hodnoty, stejně jako textové řetězce (např. pro identifikací zařízení) a mnohé další.
Protokol samotný může fungovat jako po sítích ARCNET, Ethernet, RS-232, RS-485, ZigBee či LonTalk.

## Detekce
Pro detekci je nezbytné být ve stejné síti jako tato zařízení protokolu BACnet a poté je možné v závislosti na našem operačním použít následující nástroje:
- Yabe (Yet Another Bacnet Explorer) pro systémy Microsoft Windows a Linux[5]
- BACnet-discover-enumerate plugin do síťového skeneru NMAP